# Batallons de quarts
Els batallons de quarts eren unitats auxiliars de l'exèrcit de Catalunya durant el Setge de Barcelona (1713-1714) destinades a obres de defensa i tasques de vigilància.

## Antecedents
Els Batallons dels quarts ja tenien antecedents al segle xvi.

## Funcionament
Durant el setge de Barcelona (1713-1714) la ciutat estava plena de refugiats de diverses procedències, cases ensorrades pels bombardejos i escassejava el proveïment de queviures, de manera que la seguretat pública fou un problema significatiu i l'1 d'agost de 1713 es convocaren per les Esquadres de Quarts, dos per cada quart en què estava dividida la defensa de la ciutat, per contribuir en les obres de defensa i vigilància, encabint als civils i refugiats no allistats en l'Exèrcit o la Coronela de Barcelona.
Els seus membres s'havien de presentar cada vespre, o en cas de toc d'alarma al lloc assignat, i des d'abril de 1714 es concentrava un batalló diferent per fer guàrdia, i oficials i soldats havien d'anar armats. El maig de 1714 van assumir de manera permanent la guàrdia del Baluard de Migdia, del Baluard de Llevant, i del reducte de Santa Eulàlia, i a finals del setge de Barcelona (1713-1714) els Batallons dels Quarts foren incorporats a la Coronela de Barcelona.

## Organització

### Esquadrons
L'agost de 1713 es van crear vuit quarts amb un total de 2.713 homes, disposats en 
- Esquadró de la Seu
- Esquadró del Pi
- Esquadró de Sant Miquel
- Esquadró de Sant Just
- Esquadró de Santa Maria
- Esquadró de Marcús
- Esquadró de Sant Pere
- Esquadró del Raval

### Batallons
L'abril de 1714 les Esquadres de Quarts es van reorganitzar en quatre batallons
- Batalló de Sant Ramon de Penyafort
- Batalló de Santa Maria de Cervelló
- Batalló de Sant Salvador d'Horta
- Batalló de Sant Oleguer